# فرناندو بایخو
فرناندو بایخو (اسپانیایی: Fernando Vallejo‎؛ زادهٔ ۲۴ اکتبر ۱۹۴۲) رمان‌نویس، مقاله‌نویس، کارگردان فیلم، نویسنده و فیلم‌نامه‌نویس اهل کلمبیا و مکزیک است.
او دانش‌آموختهٔ رشتهٔ فلسفه در دانشگاه ملی کلمبیا در بوگوتاست و در مورد طیف وسیعی از موضوعات مختلف نظیر زیست‌شناسی، فیزیک، خشونت، شاهدبازی، مسائل مرتبط با نوجوانی و داروهای سایکو اَکتیو، مرگ و سیاست، مقاله و رمان می‌نویسد. او آشکارا همجنسگرا است و با شریک زندگی‌اش، طراح صحنه، دیوید آنتون، زندگی می‌کند. او به عنوان مدافع حقوق حیوانات و وگان شناخته می‌شود  و به دلیل دیدگاه‌های تولدستیزی خود، فرزندی ندارد. او یک خداناباور و به شدت منتقد دین است.